# Supercombo
Supercombo é uma banda brasileira de rock alternativo fundada no ano de 2007, na cidade de Vitória (ES).
Entre várias formações e ideias existentes, a banda conta atualmente com Leonardo Ramos (único integrante da formação original - voz, guitarra, violão); Carol Navarro (voz, contrabaixo elétrico); Paulo Vaz (teclados, piano digital, guitarra, programações, efeitos) e André Dea (bateria).
Desde 2008, a Supercombo centra as suas atividades em São Paulo. Já lançaram 6 álbuns de estúdio e 3 EPs virtuais.

## História
Criada em 2007, a banda Supercombo — originada de um projeto com Marcel Klaczko nascido naquele ano chamado de AlexKid Music — como o nome sugere, é uma combinação de músicos e seus mais diversos estilos, histórias, lugares e influências musicais. Seu nome atual, assim como o original, possui influências de videogames. Sendo o original vindo do personagem Alex Kidd, e o atual Supercombo de "Combo", palavra comumente usada em jogos como uma sequência de ataques ou acertos. Sendo até as palavras "Super combo" ditas no jogo Killer Instinct e escritas na série Street Fighter, com a finalização "Super combo finish".
Embora surgida em Vitória, desde 2008, a Supercombo consolidou seu trabalho em São Paulo, que tradicionalmente projeta as bandas de Rock para o cenário nacional.[carece de fontes?]
O primeiro disco da banda, “Festa?”, foi lançado em 2007 e produzido por Sérgio Benevenuto. Nessa época, a banda estabeleceu sua formação com Leonardo Ramos (Voz, Guitarra, Violão, Teclado); Jackson Pinheiro (Contrabaixo Elétrico) e Jean Diaz (Voz, Guitarra).[carece de fontes?]
Por volta de 2009, entra no grupo Marcelo Braga (Bateria), e a Supercombo prossegue com outros trabalhos autorais inéditos: o EP "Supercombo", lançado em 2010 e conhecido pelas músicas "Farol"; "Gravidade"; "Saudade" e "Cebolas", e no ano seguinte (2011), sai o segundo álbum do grupo, “Sal Grosso”e com a entrada do tecladista Paulo Vaz, que abriu novas portas para o grupo e teve como sucessos as músicas "Vê Se Não Morre"; "Saco Cheio"; "Se Eu Quiser" e "Faz Parte" — "Vê Se Não Morre" e "Se Eu Quiser" ganharam videoclipes; e "Saco Cheio" ganhou um webclipe. Mas a banda só chegou ao auge com seu terceiro — e mais bem-sucedido — álbum, lançado em 2014 e intitulado de "Amianto".[carece de fontes?]
A partir de "Amianto", se estabelece uma nova formação, composta por Leonardo Ramos (Voz, Guitarra, Violão); Pedro Ramos (Voz, Guitarra, Violão); Carol Navarro (Voz, Contrabaixo Elétrico); Raul de Paula (Baterista) e Paulo Vaz (Teclados, Piano Digital, Programações e Efeitos). Todos os 3 últimos integrantes citados entraram na Supercombo entre 2012 e 2013 e substituíram até então os integrantes Jean Diaz, Jackson Pinheiro e Marcelo Braga. A partir daí, considera-se que o próprio Leonardo Ramos é o único integrante da Supercombo que está com a banda desde seu começo.[carece de fontes?]
Logo após o início das gravações do álbum "Amianto", a banda lançou como single a faixa "Piloto Automático", que, além de ser a música de maior sucesso da banda, a revista Rolling Stone considerou "Exasperar o sentimento de inadequação com uma época de hiperatividade e busca incessante por um sentido da vida".
O CD foi lançado em 2014 e as faixas "Piloto Automático", "Sol da Manhã" e "Amianto" ganharam clipes, com a faixa-título ganhando um lyric video e um videoclipe oficial em 2016; a faixa "Menino" também ganhou um lyric video; e o single comemorativo e inédito "Todo Dia é Dia de Comemorar" foi lançado em 2014, com seu clipe sendo lançado no mesmo ano.
Como banda independente, a Supercombo fez sucesso no YouTube e nos serviços de streaming de música, o que contribuiu para sua projeção nacional. A música "Piloto Automático" foi a segunda mais compartilhada do Spotify em 2014.
Em 2015, participou da segunda temporada do Superstar da Rede Globo, deixando a disputa no Top 12.
Em 2016, participou do Lollapalooza e do Planeta Atlântida. Em setembro do mesmo ano lançaram seu quarto álbum de estúdio e o quinto trabalho de canções autorais inéditas, intitulado "Rogério", com diversas participações em suas músicas como a cantora Negra Li (na música "Lentes"), o vocalista e guitarrista do Scalene, Gustavo Bertoni (na música "Grão de Areia"), o vocalista, tecladista e baixista dos Titãs, Sérgio Britto (na música "Eutanásia"), a vocalista do grupo Far From Alaska, Emmily Barreto (na música "A Piscina E O Karma"), Mauro Henrique vocalista da banda Oficina G3 (na música "Monstros"), entre outros.
A música "Lentes" foi lançada em março de 2016 como single para uma campanha da marca de absorventes Sempre Livre, que também produziu um videoclipe, e tocada ao vivo em primeira mão com a própria Negra Li no Lollapallooza no final daquele mês, e a faixa-título, "Rogério", ganhou um lyric video lançado em 12 de julho de 2016. A turnê "Amianto" foi encerrada em abril de 2016, e entre as gravações e o lançamento do disco "Rogério" - abril e setembro de 2015 -, foi promovida uma pré-turnê, apresentando ao público músicas do novo álbum.  Em agosto de 2016, o baterista Raul de Paula anunciou um afastamento da banda por problemas pessoais. O resto dos integrantes passaram a contar com bateristas convidados. A turnê do álbum "Rogério"  começou oficialmente em outubro de 2016.
Em fevereiro de 2017, a banda lançou um EP inédito intitulado “Jovem”, com quatro versões alternativas da faixa de mesmo nome. A tracklist é feita pela sua gravação original (que fazia parte do álbum "Rogério"), além de uma ao vivo, outra acústica (trilha sonora de "uma crush para Christian", quadro do Pânico na Band) e também uma “radio edit”. A banda, inclusive, participa da trilha sonora da série "Juacas" da Disney.
No dia 27 de junho de 2017, a banda anunciou a saída oficial do baterista Raul de Paula, após o mesmo completar 10 meses afastado da banda por problemas de saúde. Após a saída de Raul de Paula, a banda segue fazendo shows com bateristas de outras bandas, incluindo: Jean Dolabella, da banda Ego Kill Talent, Maick Sousa, da banda Oficina G3 e André Dea das bandas Sugar Kane e Violet Soda.
Ainda em junho, a banda lançou o clipe de 'Bonsai' e logo após um EP com quatro versões dessa mesma canção, assim como fez com 'Jovem'.
No dia 7 de setembro de 2018, a banda lançou um novo single intitulado "Maremotos", com um clipe onde os membros da banda estão deitados em uma piscina. No dia 23 de novembro, lançaram um novo single chamado "2 e 1", que fez parte do próximo álbum da banda intitulado "Adeus, Aurora", que também ganhou uma HQ de mesmo nome. No dia 15 de março de 2019, a banda lançou o clipe da faixa "2 e 1" que foi totalmente modificada do single original. No dia 21 de março do mesmo ano a banda anunciou o novo integrante da banda, André Dea (baterista), assim formando novamente um Quinteto, e no dia 29 de março de 2019 a banda lança o álbum "Adeus Aurora" nas plataformas de streamings.
Em 14 de setembro de 2019, a banda se apresentou no Oxigênio Festival. Em 24 de novembro do mesmo ano, a banda realizou o “Supercombo Festival”, na Audio em São Paulo, tocando todas as canções do disco "Amianto" e canções dos grupos Tópaz, Scatolove, Lipstick, Violet Soda e Sugar Kane, que marcaram a vida de alguns dos integrantes da banda.
No 17 de fevereiro de 2022, a Supercombo lançou o primeiro DVD da banda, intitulado 'Ao Vivo Quando A Terra Era Redonda', com o total de 38 músicas, reunindo os maiores sucessos da banda. O DVD foi apresentado em alguns cinemas do Brasil. No dia seguinte, em 18 de fevereiro, a versão ao vivo foi lançadas nas plataformas de streamings.
Em 21 de abril de 2022, a banda anunciou a saída do integrante Pedro "Toledo" Ramos, voltando a formação com apenas quatro integrantes e anunciando que não haveria um substituto.
Na noite do dia 24 de novembro de 2022, a banda fez uma live esquenta para divulgar seu novo single intitulado "Aos Poucos", que seria lançado no dia seguinte, em 25 de novembro, vindo junto com o clipe que sairia ao meio-dia na mesma data. Também é divulgado que sairia uma série de alguns singles (com as datas previstas para novembro de 2022 [no caso "Aos Poucos"], em janeiro de 2023 e em março de 2023) nos próximos meses que entrarão em um Álbum futuro previsto e lançado no primeiro semestre de 2023.
O seu próximo single intitulado "Intervenção" também teve uma live esquenta assim como "Aos Poucos", no dia 2 de março de 2023,  e também é divulgado as datas previstas para os próximos singles: 2 para março, sendo o já divulgado "Intervenção" para dia 3, e um para o dia 31; 1 para abril, com a data prevista para o dia 14. Até então, são os singles já lançados para o novo álbum: "Aos Poucos" lançado no dia 25 de novembro de 2022; "Intervenção" com um adiamento e lançado no dia 3 de março de 2023; "Infame", com a participação especial de "kamaitachi" e lançado em 31 de março de 2023 (Infame não entrará na primeira versão do álbum); "Tarde Demais", com a participação especial de Vitor Kley, teve um adiamento assim como "Intervenção", e foi lançado no dia 20 de abril de 2023. Todos os singles citados, tiveram um clipe ao meio-dia na mesma data do lançamento, assim como foi "Aos Poucos".
O single "Tarde Demais" também teve sua live esquenta, e sendo dito que haveria um último single como faixa-título para o novo álbum da banda, intitulado "Remédios", assim como foi o álbum e single "Rógerio", lançado em 2016 (também no álbum "Amianto" lançado em 2014 há uma faixa-título, porém, essa faixa não foi um single).
No dia 12 de maio de 2023, é lançado seu sexto álbum de estúdio, intitulado "Remédios", como um objetivo uma aura solar ao se tratar de saúde mental. "Remédios" traz músicas inéditas como "Imã", "Fim Do Mundo", "O Pneu e a Lombada" e "Estrela Do Mar". Todas as 12 músicas são assinadas pelos quatro integrantes da banda, sendo que "Estrela Do Mar" tem a adesão na autoria de Elana Dara, que também participa da faixa. No dia 21 de maio de 2023, a banda realiza seu primeiro show de lançamento de "Remédios", com todas as músicas do álbum integradas e também os outros sucessos da banda, como as faixas "Sol da Manhã, "Monstros" e "Piloto Automático", junto com várias participações especiais, como Far from Alaska, Medulla (banda), kamaitachi e Mauro Henrique. Desde então, a banda inicia a turnê de "Remédios" por todo o país. A banda também planeja uma versão "Deluxe" do álbum "Remédios" no futuro, trazendo músicas extras, tendo "Infame" como uma delas.
No dia 6 de outubro de 2023, a Supercombo participa do projeto "Admirável Chip Novo (Re)ativado", no qual é uma reedição de um dos álbuns da cantora e compositora Pitty. A banda contribui na música "Semana Que Vem", tendo grande liberdade de renovação, além de tentar deixar o mais próximo possível como um single próprio da banda, sem deixar a essência original. No dia 20 do mesmo mês, a banda lançou a faixa "Pólen", com a participação especial da banda Tuyo (banda), e tendo a chegada de seu clipe inspirado nos anos 50 na mesma data ao meio-dia.

## Integrantes
| Atuais - Leonardo Ramos – Voz, Guitarra, Violão, Bateria (2007-presente) - Carol Navarro – Voz, Contrabaixo Elétrico (2012–presente) - Paulo Vaz – Teclados, Piano Digital, Programações, Efeitos, Guitarra (2011-presente) - André Dea – Bateria (2019-presente) | Ex-integrantes - Jean Diaz – Voz, Guitarra (2007-2013) - Jackson Pinheiro – Contrabaixo Elétrico (2007-2012) - João Paulo – Bateria (2008-2009) - Marcelo Braga – Bateria (2009-2012) - Marcel Klaczko – Bateria (2007) - Raul de Paula – Bateria (2012-2017) - Pedro Ramos (Toledo) - Voz, Guitarra, Violão, Bateria (2013 - 2022) |

## Discografia

### Extended Plays (EP)
| Ano  | Título     |
| ---- | ---------- |
| 2010 | Supercombo |
| 2015 | Amianto    |
| 2017 | Jovem      |
| 2017 | Bonsai     |
| 2021 | Supercombo |

### Álbuns
| Ano  | Título                             |
| ---- | ---------------------------------- |
| 2007 | Festa?                             |
| 2011 | Sal Grosso                         |
| 2014 | Amianto                            |
| 2016 | Rogério                            |
| 2017 | Session da Tarde: 1ª Temporada     |
| 2018 | Session da Tarde: 2ª Temporada     |
| 2019 | Adeus, Aurora                      |
| 2020 | Adeus, Aurora (Deluxe)             |
| 2022 | Ao Vivo Quando A Terra Era Redonda |
| 2023 | Remédios                           |

### Singles
| Ano  | Título                                                    |
| ---- | --------------------------------------------------------- |
| 2013 | Piloto Automático                                         |
| 2014 | Todo Dia é Dia de Comemorar                               |
| 2014 | Trans-Aparecer (feat. Scalene)                            |
| 2015 | Surrendo (feat. Far From Alaska)                          |
| 2016 | Lentes (feat. Negra Li)                                   |
| 2016 | Rogério                                                   |
| 2017 | Dropo o Mundo (Tema da série Juacas)                      |
| 2018 | Heartbreak City(feat. Dot legacy)                         |
| 2018 | Maremotos                                                 |
| 2018 | 2 e 1                                                     |
| 2019 | Menina Largata                                            |
| 2020 | Piloto Automático [em casa]                               |
| 2020 | Cebolas (feat. Lucas Silveira - Regravação do EP de 2010) |
| 2020 | Saudade (Regravação do EP de 2010)                        |
| 2021 | Farol (Regravação do EP de 2010)                          |
| 2022 | Aos Poucos                                                |
| 2023 | Intervenção                                               |
| 2023 | Infame (feat. Kamaitachi)                                 |
| 2023 | Tarde Demais (feat. Vitor Kley)                           |
| 2023 | Semana Que Vem                                            |
| 2023 | Pólen (feat. Tuyo)                                        |
| 2024 | Tempo de Tela                                             |
| 2025 | Piseiro Black Sabbath                                     |